# Reinhard Goebel

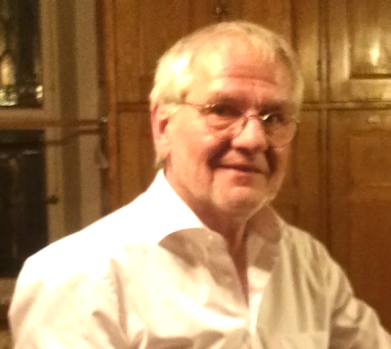
Foto de Reinhard Goebel.

Reinhard Goebel (Siegen, 31 de julho de 1952) é um musicólogo, violinista, maestro e professor alemão.
Iniciou seus estudos de violino no Conservatório de Colônia sob a direção de Franzjosef Maier, violinista do Collegium Aureum, aperfeiçoando-se ao longo de vários anos com Saschko Gawriloff, Eduard Melkus e Marie Leonhardt. Ao mesmo tempo, estudou musicologia na Universidade de Colônia. Em 1973, junto com outros estudantes do Conservatório, fundou o conjunto de câmara Musica Antiqua Köln, sendo seu líder até sua dissolução mais de trinta anos depois. Em 1979 seu recital no English Bach Festival de Londres foi muito aclamado, lançando as bases de sua reputação internacional, sendo reconhecido como um dos principais grupos de câmara dedicados à música barroca, desempenhando um papel importante na expansão do público para esse repertório e ressuscitando peças esquecidas de compositores como Heinichen, Schmelzer, Biber e membros da família Bach.
Suas gravações lhe valeram diversos prêmios, como o Deutscher Schallplattenpreis em 1981 e 1982, o Grand Prix International du Disque em 1987, o Prêmio Gramophone em 1984, o Prêmio CD Compact em 1990 e o Diapason d'Or em 2008 e 2010. Um álbum em particular, com os Concertos de Dresden de Heinichen, foi extraordinariamente bem recebido, contemplado com cinco prêmios entre 1993 e 1994: o Prêmio da Crítica Alemã, o Prêmio Gramophone, o Prêmio Caecilia, o Prêmio ECHO-Klassik e o Prêmio CD Compact. É também recipiente da Medalha Bach da cidade de Leipzig.
Depois da extinção do Musica Antiqua em 2007, tendo seu desempenho violinístico prejudicado por problemas físicos, passou a se dedicar à regência e ao ensino. Pelos seus extensos conhecimentos sobre música barroca e em especial a música alemã, Goebel colaborou na direção de outros grupos de câmara dedicados à música antiga em Munique, Viena, Zurique, Helsinki e outros locais. Também expandiu seu repertório para a ópera, obras sinfônicas e concertantes e composições modernas, passando a reger concertos com orquestras renomadas como a Royal Philharmonic Orchestra em Londres, a Orchestre National d'Île de France em Paris, as sinfônicas de Taipei, Sydney, Melbourne, Berlim, Bonn, Darmstadt, Dresden, Duisburg, Essen, Hamburg, Mannheim, Kassel, Copenhagen, Leipzig e Nuremberg, entre muitas outras. Ministrou muitas classes na escola da Orquestra Filarmônica de Berlim e desde 2010 é professor no Mozarteum de Salzburgo.